# Sartana – Im Schatten des Todes
Sartana – Im Schatten des Todes (Originaltitel: Passa Sartana… è l’ombra della tua morte) ist ein Italowestern von Demofilo Fidani, den dieser 1968 inszenierte. Der Zensurstempel des Archivio del Cinema Italiano trägt das Datum vom 4. Februar 1969; die deutschsprachige Erstaufführung erfolgte am 21. Januar 2000 auf einem Privatsender.

## Handlung
Silver City wird von den Brüdern Randall und ihren verbrecherischen Handlangern terrorisiert und drangsaliert. Da der alte Sheriff nicht in der Lage ist, irgendetwas dagegen auszurichten, schlägt sein Deputy vor, den bekannten Kopfgeldjäger Sartana zu engagieren. Auf seinen Kopf sind zwar auch 12.000 $ ausgesetzt, doch ist er ein Ehrenmann, der zum Wohl Unschuldiger handelt. Sartana akzeptiert für die Rücknahme des Steckbriefes gegen ihn und schaltet die Gangster einen nach dem anderen aus.

## Kritik
Zur späten Premiere in Deutschland bezeichnete das Lexikon des internationalen Films das Werk als „angestaubtes“ Exemplar „üblichen Zuschnitts“. Genrekenner Christian Keßler hält diesen Fidani-Western für einen der schwächsten des Regisseurs, was in erster Linie an einem „einzigartig zusammenhanglosen Drehbuch“ liege, das „ewig neue Scharmützel ohne Bezug zueinander“ zeige, nur um Hauptdarsteller Cameron „möglichst häufig beim Raufen und Cool-durch-die-Wüste-Reiten zu filmen“. Auch die italienische Kritik sah ein „handwerklich unterdurchschnittliches“ Werk.